# Aphroptera
Aphroptera är ett släkte av insekter. Aphroptera ingår i familjen vårtbitare.
Kladogram enligt Catalogue of Life:
| Aphroptera | \| \| Aphroptera biroi \| \| \| \| \| \| Aphroptera schultzei \| \| \| \| |
|            | \| \| Aphroptera biroi \| \| \| \| \| \| Aphroptera schultzei \| \| \| \| |
|            | Aphroptera biroi                                                          |
|            |                                                                           |
|            | Aphroptera schultzei                                                      |
|            |                                                                           |